# 司馬模
司马模（3世紀？—311年），字元表，西晋高密王司马泰的第四子。

## 生平
少好学，与琅琊王司马睿及范阳王司马虓在宗室中有贤名。初封平昌公，晋惠帝末年，拜冗从仆射，累迁太子庶子、员外散骑常侍。成都王司马颖奔长安，东海王司马越以弟司马模为北中郎将，镇守鄴城。永兴初年，成都王司马颖原来的部下公师藩、楼权、郝昌等攻鄴城，广平太守丁绍率众来救，范阳王司马虓也遣兗州刺史苟晞救援，公师藩逃散。之后，迁镇东大将军，镇守许昌，进爵南阳王。永嘉初年，转征西大将军、开府、都督秦雍梁益四州诸军事，代河间王司马颙镇守关中。
东海王司马越徵司马模为司空，遣中书监傅祗代替镇守关中。司马模谋臣淳于定建议司马模继续留守长安，和兄长司马越一个在内、一个在外，遣世子司马保为西中郎将、东羌校尉，镇守上邽，司马越进司马模进位太尉、大都督。
311年，永嘉之乱，镇守蒲坂的牙门赵染，求任冯翊太守不得，率众投降刘聪。刘聪派其子刘粲和赵染攻长安，司马模派淳于定抵御，被赵染击败。司马模投降赵染。赵染坐在那里数落司马模的罪行，送到刘粲处，刘粲杀了他，以司马模的妃子刘氏赐给胡人张本为妻。

## 兒子
- 司马保，嗣王位。
- 司馬黎，出繼范陽王司馬虓。[1]

## 後裔
- 司馬子如，司馬保七世孫[2]